# 하인리히 브뤼닝
하인리히 알로이지우스 마리아 엘리자베트 브뤼닝(독일어: Heinrich Aloysius Maria Elizabeth Brüning, 1885년 11월 26일~1970년 3월 30일)은 독일의 정치인으로, 1930년 3월부터 1932년 5월까지 독일의 총리를 지냈다. 대공황을 극복하기 위해 긴축 정책을 펼쳤으나 유효한 성과를 거두지 못했으며 그의 집권 동안 나치당은 정치적으로 크게 성장했다.

## 어린 시절
1885년 11월 26일 뮌스터에서 식초 제조업자의 아들로 태어났다. 1904년 아비투어를 통과한 후 뮌스터·슈트라스부르크 대학교에서 역사학·법학·경제학을 전공했다. 1915년 경제학 박사학위를 취득했다. 제1차 세계 대전 중에는 기관총부대를 지휘해 전공을 세웠다.

## 정계 진출
1920년 기독교 계열의 독일노동조합연맹 서기장에 올라 1930년까지 활동했다. 이때부터. 1924년 총선에서 독일 중앙당의 공천을 받아 국가의회 의원으로 선출됐다. 1928년부터 2년 동안 프로이센주 주의회 의원으로도 선출됐다. 중앙당 내 우파에 해당했으며 1928년 루트비히 카스가 중앙당 의장으로 취임하자 빌헬름 마르크스와 달리 이를 환영했다. 1929년 12월 중앙당 원내대표로 올라섰다.

## 총리 재직

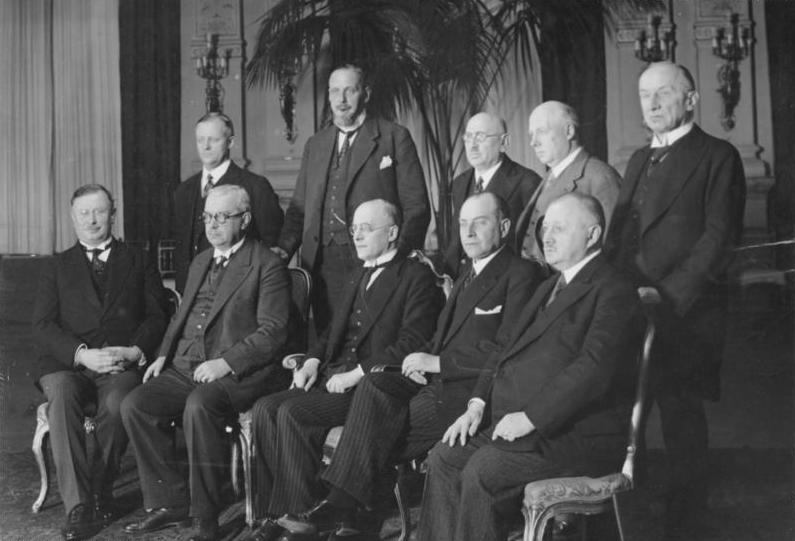
제1차 브뤼닝 내각 모습

독일이 대공황에 빠진 1930년 3월 헤르만 뮐러가 총리직에서 물러나자 국방부의 추천을 받아 파울 폰 힌덴부르크에 의해 총리로 지명됐다. 총리로 지명된 후 중앙당과 바이에른 인민당, 독일 민주당, 독일 인민당, 독일 중산층국가당, 독일 국가인민당, 보수인민당 등의 정당 내 정치인들로 내각을 구성했다.

### 정치
총리로 취임했지만 브뤼닝 내각은 의원 과반수의 지지를 얻지 못했다. 1930년 7월 국가의 재정적자를 축소하기 위해 내각에서 제출한 예산안이 국가의회에서 부결됐다. 이에 브뤼닝은 바이마르 헌법 48조에 적힌 대통령 비상대권을 사용해 예산안을 통과시켰다. 한편 총리로 재임하는 동안 아돌프 히틀러가 이끄는 나치당은 독일 내에서 급속도로 성장했다.

### 경제
취임 후 대공황 극복을 위해 정부 지출을 줄여 국가 재정을 건전화하는 디플레이션 정책을 단행했다. 이는 대공황으로 발생한 실업자의 복지를 축소하는 결과를 낳았으며 결과적으로 실업자의 증가를 낳았다.

### 1932년 대선과 실각
1931년에는 자신을 직접 외무장관에 임명했다. 1932년 3월에 치러진 대선에서 아돌프 히틀러에 맞서 현직인 힌덴부르크의 재선에 앞장섰다. 그러나 5월 반나치 정책을 둘러싸고 군부와 대립하자 군부를 대표하는 쿠르트 폰 슐라이허는 힌덴부르크에게 브뤼닝을 총리직에서 해임할 것을 건의했고, 이로 인해 총리직에서 물러났으며 후임 총리로 프란츠 폰 파펜이 지명됐다.

## 퇴임 이후

### 중앙당 의장 부임과 망명
1933년 히틀러가 총리에 올라선 후 중앙당 의장인 카스가 바티칸 공직을 맡게 되면서 의장직에서 물러나자 5월 후임 의장으로 취임했다. 그러나 수권법 통과 후 나치당의 압박을 받자 자체적으로 당을 해산했다. 1934년 독일을 떠나 네덜란드로 망명길에 올랐으며 이후 미국에 정착했다. 1937년 하버드 대학교 정치학 교수로 부임해 1951년까지 강단에 섰다.

### 종전 후
제2차 세계 대전으로 나치 독일이 패망하자 1951년 쾰른 대학교 정치학 교수로 부임하면서 서독으로 돌아왔다. 초기 독일 기독교민주연합 성립에 참여했지만 콘라트 아데나워가 친서방 정책을 펴자 이에 반발했다. 결국 1955년 쾰른 대학교 교수직에서 물러난 후 다시 미국으로 돌아갔다. 1970년 3월 30일 미국 버몬트주 노리치에서 죽었다.